# 이상희 (육군 군인)
이상희(李相憙, 1945년 8월 12일 ~ )은 대한민국 육군 대장으로 예편한 군인이며, 제41대 국방부 장관을 역임했다.

## 경력
- 1970년 3월 : 육군 소위 임관
- 1970년~ 1972년 : 제21보병사단 소대장, 연대작전보좌관
- 1974년 ~ 1975년 : 육군사관학교 사회학사
- 1975년 ~ 1977년 : 육군 제33보병사단 101연대 9중대 중대장
- 1980년 ~ 1986년 : 육군 제7보병사단 작전보좌관, 정보참모, 8연대 4대대장, 작전참모
- 1987년 ~ 1988년 : 제88사격훈련단 부단장
- 1989년 ~ 1990년 : 육군본부 작전참모부 C3I과장
- 1990년 ~ 1991년 : 육군 제9보병사단 29연대장
- 1991년 ~ 1992년 : 합동참모본부 전략기획본부 군사전략과장
- 1992년 ~ 1994년 : 대통령비서실 국방정책비서관
- 1995년 ~ 1996년 : 육군본부 전력기획참모부 전력계획처장
- 1996년 ~ 1998년 : 육군 제30기계화보병사단장
- 1998년 ~ 1999년 : 국방부 정책기획국장
- 1999년 ~ 2001년 : 육군 제5군단장
- 2001년 ~ 2002년 : 대한민국 합동참모본부 전략기획본부장
- 2002년 ~ 2003년 : 대한민국 합동참모본부 작전본부장
- 2003년 ~ 2005년 : 제3야전군사령관
- 2005년 4월 ~ 2006년 11월 : 제32대 합동참모의장 (노무현 정부)
- 육군 대장 예편
- 2008년 2월 ~ 2009년 9월 : 제41대 국방부 장관
- 2012년 3월 ~ 2015년 4월 : 한국전략문제연구소장
- 2015년 5월 ~ 2019년 3월 : 한국국가전략원구원 원장
- 2019년 4월 ~ 현재: 한국국가전략원구원 명예이사장
- 2019년 4월 ~ 현재 : 보다나은미래를위한 반기문재단 이사

## 학력
- 1964년 : 경기고등학교 졸업
- 1970년 : 육군사관학교 제26기
- 1974년 : 서울대 문리대 사회학과 졸업
- 1990년 : 연세대 행정대학원 졸업
- 1994년 7월 ~ 1995년 4월 : 미국 메릴랜드대 국제분쟁연구소 연수
- 2007년 및 2010년 : 미국 브루킹스연구소 Senior Fellow
- 2014년 성균관대 유학대학원 졸업

## 상훈
- 대한민국 대통령표창, 삼일장, 천수장, 국선장, 통일장
- 미국 정부 공로훈장 2회
- 터키정부 공로훈장 등